# Pseudina cyanostigma
Pseudina cyanostigma là một loài bướm đêm trong họ Noctuidae.